# Zamarada brevidens
Zamarada brevidens là một loài bướm đêm trong họ Geometridae.